# Леонтьева, Нина Николаевна
Ни́на Никола́евна Лео́нтьева (род. 21 ноября 1936 года, г. Нарьян-Мар, Ненецкий автономный округ) — советский и российский лингвист, специалист по структурной и прикладной лингвистике (ПЛ), преподаватель. Кандидат филологических наук (1968), доктор технических наук (1990), профессор.

## Биография
В 1959 году окончила факультет русского языка и литературы МГПИ имени В. П. Потёмкина (с 1960 это часть МГПИ им. В. И. Ленина). 
Во время обучения, досрочно сдав экзамены за второй курс, ушла из института, и нанялась рабочим в геолого-разведочную экспедицию. Переходя из одной экспедиции в другую стала работать техником-вычислителем. Вернувшись в Москву, восстановилась на вечернем факультете. Тогда же поступила на работу в Институт языкознания АН СССР в сектор диалектологии, позже, во время учёбы, перешла в Лабораторию Машинного Перевода (ЛМП).
В 1967 году окончила аспирантуру Института языкознания АН СССР по специальности «Структурная и прикладная лингвистика». В 1968 году там же защитила диссертацию на соискание учёной степени кандидата филологических наук по теме «Семантический анализ и смысловая неполнота текста». В 1990 году защитила докторскую диссертацию на соискание учёной степени доктора технических наук по теме «Строение семантического компонента в информационной модели автоматического понимания текста» (специальность 05.13.17 — Теоретические основы информатики).
Ведущий научный сотрудник ЛИОМН (ЛИСМН) НИВЦ МГУ с 1999 года.
С 1989 г. занимается педагогической работой. В настоящее время Леонтьева — профессор Российского государственного гуманитарного университета (РГГУ) по совместительству.

## Научная деятельность
Основные сферы деятельности Н. Н. Леонтьевой — машинный перевод, информационный анализ текстов, автоматическое индексирование и автоматический поиск информации, компьютерная лексикография, интеллектуальные системы автоматического понимания текста, теоретическая семантика. Одной из первых Леонтьева начала изучать «семантические валентности», предложив собственный язык для записи значений.
Опубликовала около 100 научных работ.
Н. Н. Леонтьева начала работать в Лаборатории машинного перевода (МП) Института иностранных языков имени М.Тореза (МГПИИЯ, теперь МГЛУ). В течение 14 лет она участвовала в создании систем МП и словарей для них, организовывала работу 1-го Всесоюзного Объединения по МП, вела издательские дела (издано 7 номеров Бюллетеней по МП, затем 21 сборник по МП и ПЛ), участвовала практически во всех конференциях союзного и международного масштаба, была руководителем и основным исполнителем первых хоздоговорных работ Лаборатории (с ВЦ Госплана СССР).
С 1966 г. работы по МП приостановились в США (как следствие выводов специальной комиссии о нерентабельности МП по сравнению с обычным переводом), а вскоре были переориентированы и работы в СССР. Чтобы сохранить работу коллектива ЛМП, Леонтьева перешла в отраслевой институт заведующим Лабораторией информационно-поисковых языков (ИПЯ) и выступила заказчиком этих работ. В середине 70-х гг. возродился интерес к проблеме МП, Леонтьева возглавила Лабораторию МП с французского языка в только что открытом Всесоюзном центре переводов научной и технической документации (ВЦП) ГКНТ и АН СССР. В 1980 и 1985 гг. были реализованы на ЭВМ типа СМ и сданы Госкомиссии версии 1 и 2 системы французско-русского автоматического перевода (ФРАП), в основу которой был положен семантический компонент.
Когда на смену большим и мини-ЭВМ пришли персональные компьютеры и работы над системами МП в ВЦП были свёрнуты, Леонтьева переходит на работу в ИНИОН АН СССР, затем в Институт США и Канады РАН (ИСКРАН, 1990), где руководила лингвистическими работами для системы автоматического понимания политических текстов (ПОЛИТЕКСТ). В конце 90-х гг. Леонтьева вместе с коллективом перенесли систему (РОССИЯ) и словарную базу РУСЛАН в НИВЦ МГУ им. М. В. Ломоносова.
Переход на работу в НИВЦ МГУ сопровождался ведением спецкурсов: по семантическому компоненту в системах автоматического понимания текста (ВМиК), словарям в системах автоматического анализа текста (ВМиК, филологический ф-т). Несколько студентов Отделения теоретической и прикладной лингвистики (ОТиПЛ) проходили производственную практику в ЛИОМН под руководством Леонтьевой. Словарная база, создаваемая в Лаборатории, всегда открыта для научного любопытства студентов, аспирантов и сотрудников МГУ.